# Noréaz
Noréaz (toponimo francese) è un comune svizzero di 695 abitanti del Canton Friburgo, nel distretto della Sarine.

## Geografia fisica
Il territorio di Noréaz comprende il Lago di Seedorf.

## Monumenti e luoghi d'interesse

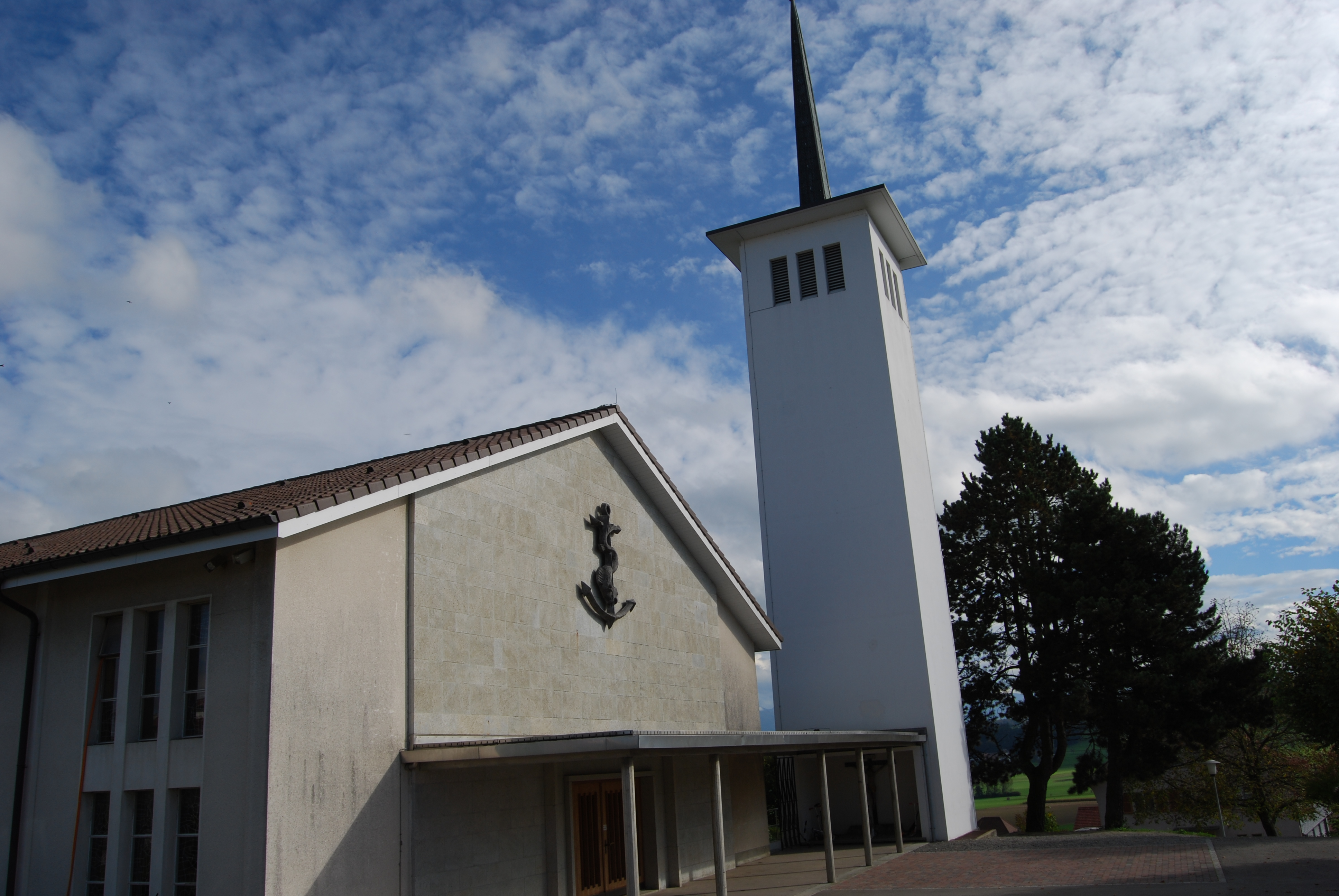
La chiesa cattolica di San Giacomo Maggiore

- Chiesa cattolica di San Giacomo Maggiore, eretta nel 1635 e ricostruita nel 1957-1958[1];
- Cappella cattolica di San Nicola a Seedorf, attestata dal 1404[2];
- Castello di Seedorf, attestato dal 1448 e ricostruito nel 1769[2].

## Società

### Evoluzione demografica
L'evoluzione demografica è riportata nella seguente tabella:
Abitanti censiti

## Amministrazione
Ogni famiglia originaria del luogo fa parte del comune patriziale che ha la responsabilità della manutenzione di ogni bene comune.